# Conte de printemps
Série Contes des quatre saisons
Conte d'hiver
(1992)
Pour plus de détails, voir Fiche technique et Distribution.
Conte de printemps est un film français réalisé par Éric Rohmer, sorti en 1990. Il fait partie du cycle des Contes des quatre saisons.
Le film suit Jeanne, jeune professeur de philosophie, qui fait son année de stage dans un lycée de la région parisienne. Le plus souvent, elle habite chez son fiancé Mathieu. Comme il est absent pour une semaine, elle préfère rejoindre son propre studio. Celui-ci est occupé par sa cousine et son fiancé. Jeanne n'ose pas mettre le couple dehors. Elle se rend à l'invitation d'une ancienne amie de l'université, qui pend la crémaillère. Au cours de celle-ci, elle rencontre Natacha qui l'invite chez elle.

## Synopsis
Jeanne est une jeune professeure de philosophie qui effectue son stage de préparation dans le lycée Jacques-Brel de La Courneuve. Elle rentre du travail dans l'appartement de son fiancé Mathieu, absent. Un désordre typique de célibataire règne dans l'appartement. Jeanne regarde le tout avec dégoût et au lieu de tout ranger, elle décide de partir. Emportant avec elle la Critique de la raison pure d'Emmanuel Kant et La République de Platon, elle se rend dans son appartement parisien, qu'elle a provisoirement mis à disposition de sa cousine Gaëlle, puis se rend à une pendaison de crémaillère à Montmorency de son ancienne copine de fac, Corinne. Elle y fait la connaissance d'une jeune fille, Natacha. Toutes deux sympathisent dès le début et se lient rapidement d'amitié. Natacha, qui étudie le piano au conservatoire, invite Jeanne chez elle dans le 9e arrondissement de Paris et lui propose de lui laisser la chambre de son père, qui ne passe presque jamais la nuit à la maison. Son père Igor est fonctionnaire au ministère de la Culture et vit avec sa compagne Ève, à peine plus âgée que sa fille. Jeanne accepte l'invitation et tous deux quittent la fête de bonne heure.
Le lendemain matin, Igor passe à la maison pour prendre quelques vêtements, alors que Jeanne est en train de prendre une douche. Tous deux sont surpris et gênés et ils se font mutuellement des excuses. Lorsque Natacha revient des cours, elle brûle d'envie d'entendre le récit de la première rencontre entre Jeanne et Igor — car elle ne supporte pas Ève et ne souhaite rien d'autre qu'une autre compagne pour son père. Dès lors, Natacha tente, avec une habileté modérée, de réunir Jeanne et Igor chaque fois qu'elle le peut. L'après-midi, Natacha et Jeanne se rendent ensemble à Fontainebleau, dans la maison de campagne du père de Natacha. C'est la première visite là-bas après l'hiver et le jardin se pare des fleurs blanches de cerisiers. Natacha raconte qu'elle soupçonne Ève et Igor d'être à l'origine de la disparition d'un collier de sa grand-mère qu'elle, Natacha, devait recevoir pour son anniversaire. Elle ne cesse d'aborder ce sujet et de leur faire des reproches. Quelques jours plus tard, les trois femmes, Jeanne, Natacha et Ève, ainsi qu'Igor se rencontrent pour la première fois au dîner. Une discussion animée s'ensuit, au cours de laquelle les personnages se révèlent avec leurs préférences réciproques et surtout leurs aversions les uns envers les autres.
Le week-end suivant, Natacha et Jeanne se rendent à nouveau à la maison de campagne. Mais cette fois-ci, Igor est accompagné par Ève, au grand dam de Natacha. Lors des préparatifs du déjeuner, les choses se gâtent entre Ève et Natacha, Jeanne tente en vain une médiation et Igor emmène Ève à la gare en urgence. Après que Natacha a réussi à chasser Ève, le compagnon de Natacha, à peine plus jeune que son père, apparaît soudain et le couple s'en va également, laissant Jeanne et Igor seuls. Le soir, avec en arrière-plan un enregistrement sur lequel Natacha joue du Schumann, Igor et Jeanne se rapprochent timidement. Elle lui accorde trois souhaits : s'asseoir à côté d'elle, lui tenir la main, l'embrasser ; mais cela lui suffit et elle met fin au jeu. Lorsque Jeanne, de retour à Paris, sort ses affaires de l'armoire de la chambre d'Igor, le collier qu'elle cherchait depuis longtemps tombe par hasard à ses pieds, révélant finalement l'innocence d'Igor et surtout d'Ève. Après avoir fait ses adieux chaleureux à Natacha, qui porte fièrement son collier, elle retourne à l'appartement de Mathieu, où elle attend le retour de son ami.

## Fiche technique
- Titre original : Conte de printemps
- Réalisation et scénario : Éric Rohmer
- Photographie : Luc Pagès
- Montage : María Luisa García
- Son : Pascal Ribier
- Musique originale : Jean-Louis Valero (Montmorency Blues)[1]
- Musique additionnelle : 
  - Beethoven : Sonate für Violine und Klavier No. 5 Frühling op. 24: IV. Rondo. Allegro na non troppo (Tedi Papavrami, violon  - Alexandre Tharaud, piano)
  - Robert Schumann : Chants de l'aube, interprété par Florence Darel ; Études symphoniques, interprété par Cécile Vigna
- Production : Margaret Ménégoz, Barbet Schroeder, Georges Prost, Hugues de Chastellux
- Directrice de production : Françoise Etchegaray
- Sociétés de production : Les Films du Losange, Compagnie Éric Rohmer, Investimage
- Société de distribution : Les Films du Losange
- Pays de production :  France
- Langue originale : français
- Format : couleur — 35 mm — 1,66:1 — son Mono
- Genre : comédie dramatique
- Durée : 112 minutes
- Dates de sortie : 
  - Allemagne de l'Ouest : 20 février 1990
  - France : 4 avril 1990
  - Belgique : 5 avril 1990

## Distribution
- Anne Teyssèdre : Jeanne
- Hugues Quester : Igor
- Florence Darel : Natacha
- Éloïse Bennett : Ève
- Sophie Robin : Gaëlle
- Marc Lelou : Gildas
- François Lamore : William
- Philippe Sotto : un invité à la soirée
- Corinne Malgouyard : une invitée à la soirée

## Production

### Genèse et développements
Avec Conte de printemps, Rohmer inaugure en 1990, après les Six contes moraux (1962-1972) et Comédies et Proverbes (1981-1987), son troisième et dernier cycle de films, les Contes des quatre saisons. Les autres films du cycle sont Conte d'hiver (1992), Conte d'été (1996) et Conte d'automne (1998). Le nombre de films qui capturent la diversité des saisons et les rapportent métaphoriquement à leurs personnages était fixé dès le début, mais pas les différents scénarios, que Rohmer n'a conçus à chaque fois que quatre à cinq ans avant le début de chaque tournage. Il a néanmoins trouvé après coup des structures et des symétries communes dans les films, notamment entre le Conte de printemps et le Conte d'automne, qui tournent tous deux autour des pensées et des intrigues, ainsi qu'entre le Conte d'hiver et le Conte d'été, qui reflètent la situation du personnage principal féminin et masculin face à trois représentants de l'autre sexe.
Avec les Contes des quatre saisons, Rohmer semble vouloir renouer avec l'ambition philosophique des Contes moraux (notamment dans Ma nuit chez Maud) tout en restant fidèle à l'humanité ordinaire et obstinée des personnages des Comédies et proverbes, ce qui crée un écart entre des thèmes redevenus austères et des personnages banals. En même temps, Rohmer souligne ainsi son idéal, défendu dans sa préface à La Rabouilleuse de Balzac, selon lequel un auteur doit disparaître dans la profusion même de la vie. Dans une interview sur Conte de printemps qu'il a donné dans Le Figaro, Rohmer explique sa position de cinéaste vis-à-vis du cinéma : « Mon point de vue n'est pas celui de Dieu, [...] car Dieu comprend sa création. C'est celui du Gygès de Platon évoqué dans le film, qui se rend invisible et peut se mêler au jeu, mais comme un observateur partiel, qui n'a pas accès au secret des êtres. [...] C'est ce qui m'intéresse dans le cinéma, respecter le mystère de la subjectivité ».

### Scénario
À l'origine, Conte d'hiver aurait dû être le début du cycle qui aurait traversé les saisons de manière chronologique, mais Rohmer a préféré commencer par Conte de printemps. Le ton est plus feutré, moins dominé par les grands sentiments que dans le film suivant. Le film fait plutôt penser à une satire de mœurs. Le thème de la pensée et de ses implications est déjà un thème qui est difficile à mettre en scène au cinéma. Le personnage principal, une professeure de philosophie, est une observatrice, très en retrait, presque neutre par rapport à ce qui se passe. Comme souvent, Rohmer a confié à une débutante, une jeune femme qui lui avait écrit pour lui dire son envie de travailler avec lui. Comme Louise dans Les Nuits de la pleine lune ou Delphine dans Le Rayon vert, elle n'a pas encore trouvé sa place dans la vie, comme en témoigne le fait qu'elle passe d'un appartement à l'autre, de la ville à la campagne. Elle est témoin d'autres désordres : des familles brisées et des relations entre des couples qui pourraient être père et fille. Ce faisant, la figure du père, avec sa grande silhouette élancée et sa maladresse, apparaît presque comme un double de Rohmer lui-même.
Le premier scénario de Rohmer a pour titre La Confidente, qui est une référence à Emmanuel Kant dont il est un lecteur assidu à cette période.  Dans la première mouture du scènario, l'actrice principale Jeanne délaisse son petit-ami au début de l'histoire car elle le soupçonne de mensonge, mais les ballotements de la vie qu'elle connaîtra au fil de l'histoire l'amènera à relativiser son exigence de sincérité, et à revenir vers ce garçon qu'elle avait délaissé. Plus tard, Rohmer effacera ce prologue et cet épilogue, dont l'ironie cyclique renvoie trop à ses Comédies et Proverbes et la dimension morale à ses Six contes moraux. Un autre titre de travail était Collier perdu, qui sous-entend que la belle-mère de Jeanne aurait volé un bijou de famille.
Kant est choisi avant tout comme symbole de la contradiction, et ce n'est pas un hasard si Jeanne déclare explicitement qu'elle a besoin d'un « jugement synthétique a priori » sur lequel fonder le sens de sa vie, dont la notion philosophique met Eve en crise lors du dîner où elle fait la connaissance de Jeanne. Et toujours sur le thème de la contradiction, les deux protagonistes féminines évoluent chacune entre deux maisons, la leur et celle de leur petit ami, ou Paris et Fontainebleau.

« Avec sa finesse et sa perspicacité coutumières, Rohmer s'amuse du jeu des multiples combinaisons du cœur : l'amitié soudaine et débordante, la répulsion féroce, la jalousie, la passion envahissante, la séduction discrète... Sont également évoquées les relations de pouvoir qui s'instaurent : tandis que Natacha complote, pour rapprocher son père de Jeanne, cette dernière doit lutter pour préserver son identité et son équilibre personnel. Igor, le père de Natacha, se laisse aisément porter par les événements, à l'opposé d'Ève, constamment sur la défensive »

— Dossier du film sur Arte.tv
Parallèlement à l'étude de la philosophie, Rohmer redécouvre à la fin des années 1980 la musique, à propos de laquelle il publie en 1998 l'essai De Mozart en Beethoven. Dans Conte de printemps, en usant d'une musique extradiégétique, il a même transgressé l'un de ses principes cinématographiques selon lequel on ne doit entendre dans le film que ce que l'on y voit. Ce sont des morceaux classiques de Beethoven et de Schumann qui, à l'instar d'un travelling arrière également inhabituel chez Rohmer, accompagnent le changement de sa protagoniste jusqu'à ce qu'elle surmonte à la fin ses pensées et ses auto-analyses constantes et qu'elle puisse simplement se laisser aller et s'en remettre au hasard : le hasard sous forme de chiffres ou la découverte fortuite du collier et de la vérité ainsi révélée. La morale de l'histoire est en quelque sorte une révision du sous-titre de son film précédent La Femme de l'aviateur : « On ne saurait penser à rien ».
La thématique du printemps est finalement peu présente : peu de fleurs et quelques fruits de la terre, surtout dans les scènes situées à Fontainebleau : en fait, Rohmer fuit toute image stéréotypée, le printemps du titre étant surtout la perspective de changement offerte à Jeanne, à Igor et aussi à Natacha.

« ...nous en arrivons également au Conte de printemps, en soulignant tout d'abord les déviations évidentes que le récit offre par rapport aux coordonnées spatio-temporelles de la narration. C'est le printemps, mais le décor privilégie les intérieurs : cuisines, salles de séjour, chambres à coucher, salons, salles à manger dans un, puis deux, puis trois, puis quatre, puis cinq (pour autant que nous ayons justement compté) appartements différents : à Paris, à Montmorency, à la campagne. Ce sont ces lieux non négligeables qu'un réalisateur comme Rohmer, jamais désinvolte dans l'organisation de l'espace, lui-même dimension du langage, choisit pour faire parler les personnages. [...] L'autre écart significatif qui caractérise le film est qu'au printemps, les amours ne fleurissent pas, elles meurent. Igor et Eve se séparent, pour le plus grand bonheur de Natacha, mais seulement jusqu'à un certain point, car sa relation avec son fiancé est également devenue difficile depuis peu. Quant à Jeanne qui repousse volontiers les avances d'Igor, qui peut dire qu'elle est heureuse avec Mathieu (qui n'apparaît d'ailleurs jamais) ? Elle déteste se sentir mariée et ne l'est pas, entretient un double domicile mais n'est à l'aise ni dans l'un ni dans l'autre. Elle fait preuve de sagesse et manifeste de la compréhension pour les problèmes des autres mais sait-elle ce qu'il lui convient elle ? »

— Roberto Ellero

### Tournage
Le film est tourné en 1989, principalement à Paris et à Thomery en Seine-et-Marne pour les scènes de la maison de campagne, ainsi que des plans dans la forêt de Fontainebleau et au lycée Jacques-Brel de La Courneuve en Seine-Saint-Denis

### Musique
Les génériques de début et de fin présentent la Sonate no 5 pour violon et piano en fa majeur de Beethoven Sonate für Violine und Klavier No. 5 Frühling op. 24: IV. Rondo. Allegro na non troppo (Tedi Papavrami, violon  - Alexandre Tharaud, piano) dont le nom évoque le printemps («Sonate du printemps»). Peu après sa rencontre, Natacha interprète au piano l'un des Chants de l'aube de Schumann pour son amie (interprété par Florence Darel elle-même). La scène entre Jeanne et Igor à Fontainebleau laisse entendre les Études symphoniques du même auteur (interprétées par Cécile Vignat).
Pour la longue scène de Montmorency, Romer a demandé à Jean-Louis Valero de composer dans le style de Keith Jarrett, et ce dernier a écrit le thème requis, intitulé Montmorency Blues.
L'un des auteurs de l'ouvrage Rohmer et les autres, Jacques Bodet-Dockès, voit des similitudes entre la composition d'un film et celle d'une sonate chez Mozart et Beethoven, en s'appuyant sur le propre ouvrage théorique de Rohmer, On Mozart in Beethoven. Une expérience sur le concept de profondeur en musique publié en 1996.

## Accueil
Conte de printemps a été bien accueilli par la critique. Rohmer lui-même avait une préférence particulière pour le film. Néanmoins, le film n'a enregistré que deux fois moins d'entrées que celui de son prédécesseur, L'Ami de mon amie, en 1987. À Paris, on a compté environ 112 000 entrées.

### Accueil critique
Selon Jacques Siclier dans Télérama, « On retrouve dans ce premier opus des Contes des quatre saisons le plaisir d'un cinéma littéraire de moraliste qui, sur un scénario très élaboré, filme des êtres menant un jeu intellectuel chauffé à blanc. Le plaisir d'une mise en scène accordée aux situations sociales, aux professions, à l'état des mœurs et à l'environnement ».
Pour Louis Skorecki dans Libération, « À l'époque, on s'est surtout étonné de la perfection plastique de ce Conte de printemps, une manière très peu rohmérienne d'accorder presque autant d'importance au jeu des couleurs qu'aux jeux des sentiments. En le revoyant, on est frappé par la sérénité paysagiste du film, un sentiment de plénitude, d'équilibre, qui contraste avec l'étrange jubilation du cinéaste, une jubilation de jeune homme débusquant les pièges de l'amour comme si c'était la première fois ».
En Allemagne de l'Ouest, le Lexikon des internationalen Films estime que « Le premier Conte des quatre saisons d'Eric Rohmer décrit, dans une mise en scène élégante et avec légèreté, la coexistence souvent difficile des hommes. Grâce au décalage entre leurs pensées et leurs actions, le spectateur est maintenu à une distance ironique qui lui permet de suivre l'action avec autant d'amusement que de fascination ».
Selon le Katholische Filmarbeit, « Comme des gerbes de fleurs, le moraliste septuagénaire du cinéma français réarrange constamment les constellations de personnages et explore ainsi la possibilité ou l'impossibilité des relations. Au cœur de ce conte printanier à la mise en scène aussi élégante que légère, le dialogue ciselé est la forme d'expression la plus civilisée des relations humaines, car il permet de tirer des conclusions sur l'état d'âme et de nature des protagonistes. [...] L'indulgence et la distance ironique déterminent la mise en scène, que l'on suit avec amusement, même si elle renvoie aux faiblesses de son propre caractère ».
Roger Ebert a commenté que dans les films de Rohmer, il ne se passe généralement pas grand-chose de dramatique. Les personnages sont généralement trop distraits par leurs propres problèmes pour se soucier de l'intrigue dans laquelle Rohmer les a placés. Ainsi, l'attrait des films proviendrait surtout du charme des personnages, qui sont généralement sympathiques, intelligents et bourgeois, et auxquels le spectateur souhaite de réussir dans leur quête de bonheur, sans pour autant passer des nuits blanches s'ils échouent.
Pour Vincent Canby du New York Times, le charme des personnages de Conte de printemps n'est pas autant présent que dans d'autres films du cinéaste : les trois protagonistes sont « un trio très séduisant de prototypes de Rohmer », mais « sans les particularités engageantes et auto-persuasives qui caractérisent habituellement le travail du réalisateur ». La Natacha interprétée par Florence Darel, en particulier, se distingue par son caractère autoritaire et sans humour par rapport à des personnages semblables comme Béatrice Romand dans Le Genou de Claire ou Amanda Langlet dans Pauline à la plage. « Elle est tellement présente que le film ne décolle que lorsqu'elle n'est pas à l'écran, ce qui n'arrive pas souvent ».